# Lycée Antoine-Bourdelle
Le lycée Antoine-Bourdelle est un établissement d’enseignement secondaire et supérieur, situé 3 boulevard Édouard-Herriot à Montauban. C'est le plus grand lycée de l'Académie de Toulouse avec 3 000 élèves en 2017.

## Localisation

### Géographique
Le lycée Antoine-Bourdelle se situe sur le boulevard Édouard Herriot de la ville de Montauban, dans le département de Tarn-et-Garonne. L'établissement se situe aux portes du centre-ville, entre la place Prax-Paris et La Fobio, et au-delà la clinique du Pont de Chaume et l'autoroute A20. Il est situé à proximité du lycée Jules-Michelet, l'autre lycée général et technologique public de la ville.

### Bassin de recrutement
Le recrutement du lycée général en lui-même s'étend uniquement sur le département de Tarn-et-Garonne, et plus particulièrement sur l'est de la ville de Montauban, ainsi que l'est du département, autour des villes de Villebrumier, Saint-Nauphary, Monclar-de-Quercy et Vaïssac. Cependant, les élèves de filière L sont redirigés vers le lycée Jules-Michelet, le lycée Antoine-Bourdelle ne proposant de filière littéraire. Pour ce qui est des filières technologiques et professionnelles, le bassin de recrutement est largement élargi, jusqu'au nord de la Haute-Garonne (autour de Fronton et Villemur-sur-Tarn) notamment.

## Histoire

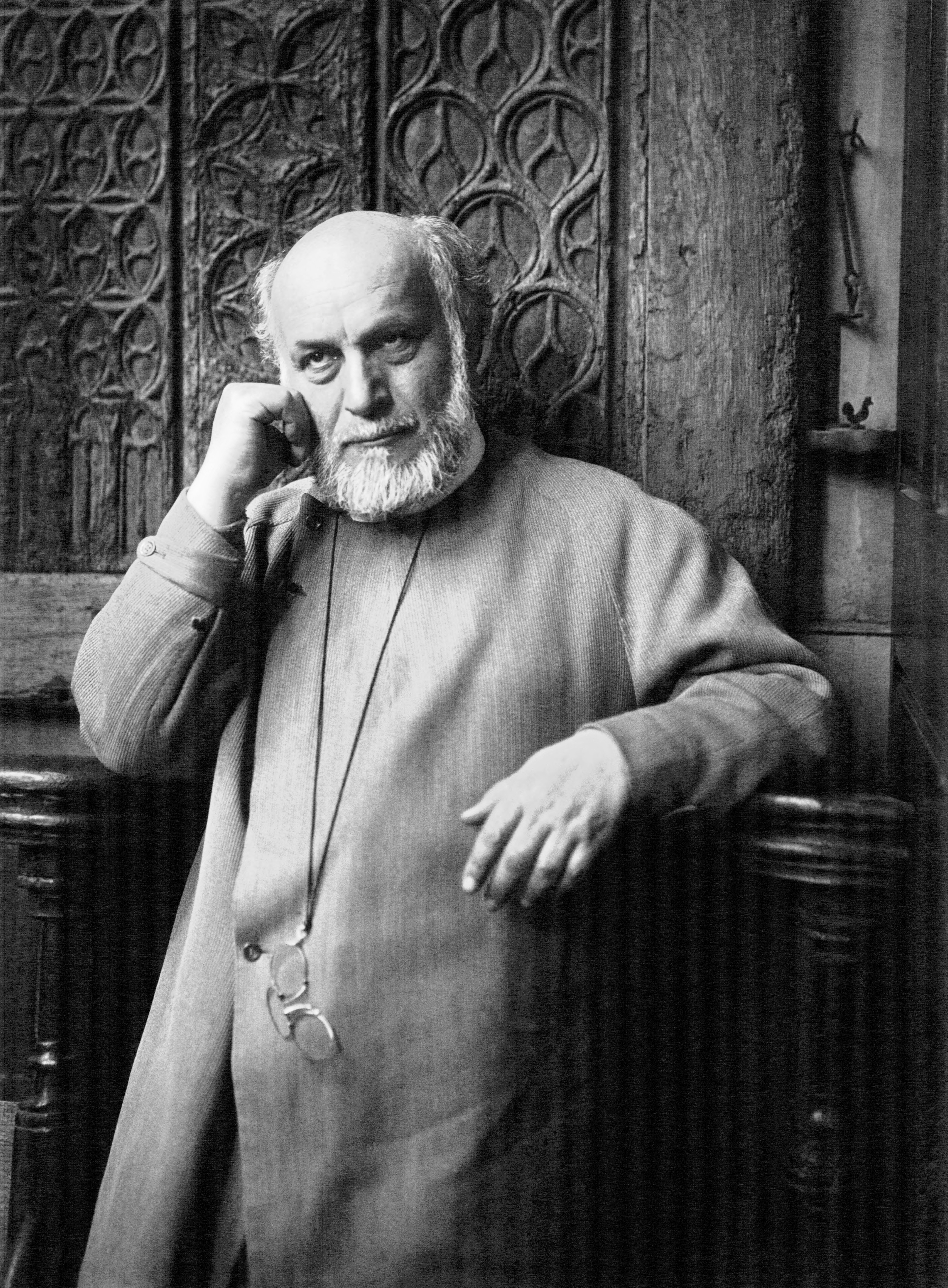
Antoine Bourdelle.

Antoine Bourdelle, né Émile Antoine Bourdelles le 30 octobre 1861 à Montauban, et mort le 1er octobre 1929 au Vésinet, est un sculpteur, peintre français du XXe siècle.
En 2015, l'espace Bernard-Maris est créé dans le Bâtiment du Foyer, rendant hommage à Bernard Maris, auteur et journaliste, tué lors de l'attentat contre Charlie Hebdo en janvier 2015 qui était père de Raphaël, élève du lycée.
En 2016, à la suite de l'état d'urgence et du plan Vigipirate, le lycée a renforcé sa sécurité en mettant en place de nouveaux portiques d'entrée fonctionnant avec une Carte-Pass dont bénéficient tous les élèves et tout le personnel du lycée.
Le 20 janvier 2020, alors que des épreuves du baccalauréat doivent avoir lieu, plusieurs élèves, enseignants et parents d'élèves se rassemblement devant le lycée pour s'opposer à la réforme. Plusieurs fois dans la journée, certains de ces manifestants s'introduisent dans le lycée pour y déclencher l'alarme incendie et y allumer des fumigènes. La direction du lycée est critiquée pour ne pas avoir fermé le lycée et pour avoir désactivé l'alarme incendie alors que plusieurs centaines d'élèves étaient dans les bâtiments.

## Initiatives pédagogiques et technologiques

### Années 1970
En 1975, dans un objectif novateur d'initiation à l'informatique des élèves et enseignants intéressés, le lycée Antoine-Bourdelle, à Montauban fut éligible pour l'opération ministérielle dite « Expérience des 58 lycées » : utilisation de logiciels et enseignement de la programmation en langage LSE, en club informatique de lycée,, pour 58 établissements de l'enseignement secondaire. À cet effet, dans une première phase, quelques professeurs du lycée, enseignants de diverses matières, furent préalablement formés à la programmation informatique. Puis, dans une seconde phase, l'établissement fut doté d'un ensemble informatique en temps partagé comprenant : un mini-ordinateur français Télémécanique T1600 avec disque dur, un lecteur de disquettes 8 pouces, plusieurs terminaux écrans claviers Sintra TTE, un téléimprimeur Teletype ASR-33 (en) et le langage LSE implémenté ; tout ceci ayant permis de mettre en œuvre sur le terrain cette démarche expérimentale, avec du matériel informatique ultra-moderne pour l'époque.

## Formations proposées

### Enseignement secondaire
Le lycée général et technologique Antoine-Bourdelle compte  
- 15 classes de Secondes générales et technologiques avec 32 élèves en moyenne par classe.

- 19 classes de Premières, dont :  
  - 2 classes en ES ;
  - 4 classes de S SVT ;
  - 2 classes de S SI ;
  - 3 classes de ST2S ;
  - 2 classes de STI2D AC, 1 classe de STI2D EE, 2 classes de STI2D ITEC, 2 classes de STI2D SIN ;
  - 1 classe de STL SPCL, 1 classe de STL Biotechnologies ;
  - 3 classes de STMG.
- 19 classes de Terminales, dont : 
  - 2 classes en ES ;
  - 3 classes de S SVT ;
  - 2 classes de S SI ;
  - 2 classes de ST2S ;
  - 1 classe de STI2D AC, 1 classe de STI2D EE, 2 classes de STI2D ITEC, 2 classes de STI2D SIN ;
  - 1 classe de STL SPCL, 1 classe de STL Biotechnologies ;
  - 1 classe de STMG Mercatique, 1 classe de STMG GF, 1 classe de STMG RH.

Le nombre d'élèves en septembre 2017 s'élève à 3 000 environ, ainsi que 290 professeurs et 80 agents d'entretiens et d'agents administratifs, ce qui fait de ce lycée le plus important en taille de l'Académie de Toulouse.
| Année | Nombre d'élèves |
| ----- | --------------- |
| 2017  | 3 000           |
| 2016  | 2 677           |
| 2015  | 2 550           |

### Enseignement supérieur

#### CPGE
Le lycée propose deux Classes Préparatoire aux Grandes Écoles, l'une étant une CPGE Maths sup PTSI et l'autre Maths spé PT. Elles sont très sélectives et ne sont accessibles qu'aux élèves issus d'une filière S.

#### BTS
Les Brevets de Techniciens Supérieurs proposés au lycée Antoine-Bourdelle sont au nombre de 8. 

## Résultats
Résultats du baccalauréat des différentes séries générales - technologiques entre 2012 et 2017,.
| Séries | 2017 | 2016 | 2015 | 2014 | 2013 | 2012 |
| ------ | ---- | ---- | ---- | ---- | ---- | ---- |
| ES     | 86%  | 81%  | 72%  | 78%  | 83%  | 84%  |
| S      | 94%  | 94%  | 85%  | 92%  | 88%  | 93%  |
| STMG   | 92%  | 87%  | 88%  | 85%  | 84%  | 82%  |
| STI2D  | 93%  | 93%  | 89%  | 87%  | 92%  | 76%  |
| STL    | 100% | 88%  | 88%  | 91%  | 85%  | 85%  |
| ST2S   | 91%  | 100% | 100% | 90%  | 88%  | 85%  |
| TOTAL  | N.C  | 91%  | 86%  | 87%  | 87%  | 84%  |

Le lycée s'affiche 1 567e sur 2 277 lycées au classement national et 3e au classement départemental.